# Bing Bar
Para el legado de MSN Search Toolbar que luego fue renombrado como un servicio de Windows Live, Véase Windows Live Toolbar
Bing Bar es la barra de herramientas ofrecida por Microsoft. Diseñada originalmente como parte de MSN y su gama de servicios, la barra de Bing incorpora características de Windows Live y el motor de búsqueda Bing. La interfaz de usuario de barra de herramientas está diseñada en Silverlight, que permite a efectos visuales como flip, animaciones de diapositiva y vuelco, colores y temas. Las ventanas de contenido de características 'flotante' barra de herramientas que permiten al usuario ver el contenido más reciente desde el portal de MSN sin necesidad de que el usuario vea la página de internet. Desde el mismo panel de vista previa, el usuario puede buscar esa sección del sitio. Los botones de contenido de noticias y deportes cuentan con una notificación de 'Breaking News' para alertar al usuario cuando una historia de alta prioridad ha producido. El usuario puede personalizar el esquema de color y el tema de MSN Toolbar, así como seleccionar qué botones de contenido de MSN que presente dentro de la interfaz de usuario. MSN Toolbar también muestra las posiciones de pronóstico del tiempo y el mercado bursátil locales actuales.
La integración de funciones de MSN Toolbar con el motor de búsqueda de Microsoft Bing. Además de las funciones de búsqueda web tradicionales, MSN Toolbar permite también búsqueda sobre otro servicios de Bing tales como imágenes, video, noticias, compras, mapas, viajes y XRank. Al realizar una búsqueda en otro motor de búsqueda, el cuadro de búsqueda de la barra MSN automáticamente llenará sí si desea ver los resultados de Bing
MSN Toolbar también incorpora características de Windows Live Hotmail, Messenger y Windows Live. Cuando firmados en Windows Live ID a través de la barra de herramientas MSN el usuario será recibir notificaciones y una vista previa instantánea de nuevos correos electrónicos en su bandeja de entrada de Hotmail, de puede instantáneamente IM o de la página actual a sus contactos de correo electrónico y de puede acceder rápidamente a otras funciones de Windows Live.
La última versión se publicó el 3 de diciembre de 2009 y ahora rebautizado como Bing Bar

## Requisitos del sistema
- Windows 7; Windows Vista; Windows XP con Service Pack 2
- Un procesador de 500 MHz o superior
- Windows Internet Explorer 6 o posterior, Firefox 3.0 o posterior
- 50 MB de espacio libre en disco duro
- 512 MB de RAM o más